# Josep Maria Benaul i Berenguer
Josep Maria Benaul i Berenguer   (Sabadell, 26 de març de 1951 - Sabadell, 28 de setembre de 2020) fou un historiador català.
En paraules de Jordi Maluquer de Motes, "Benaul va ésser, sens dubte, un dels millors historiadors contemporanis de Catalunya. Però també un dels més destacats especialistes de la història de la indústria tèxtil del món".
Va néixer al carrer Major de la Creu Alta. Doctor en Filosofia i Lletres, es considerava deixeble d'Andreu Castells. La seva tesi doctoral duia per títol La indústria tèxtil llanera a Catalunya, 1750-1870: el procés d'industrialització al districte industrial de Sabadell-Terrassa. Va publicar nombrosos articles sobre Sabadell i especialment sobre el passat tèxtil. Va ser professor del Col·legi Universitari de Girona –avui Universitat de Girona–, de la Universitat Autònoma de Barcelona i, posteriorment, professor d'història econòmica de la Universitat de Barcelona. Va dirigir l'Arxiu Històric de Sabadell, entre 1985 i 1991 –des d'on va impulsar la revista d'història Arraona–, i la Fundació Bosch i Cardellach, del 2019 fins que es va morir.
Un any després de morir, Sabadell li va dedicar un homenatge al Teatre Principal, organitzat per la Fundació Bosch i Cardellach. La revista Arraona va dedicar el dossier del n. 39 a la figura de Benaul. El 2025 va aparèixer l'últim treball seu, la biografia de l'historiador Andreu Castells.

## Publicacions destacades
- Sabadell tal com era, 1864-1909. Ajuntament de Sabadell
- Primera guia de l'Arxiu Històric de Sabadell. Arxiu Històric de Sabadell
- Anecdotari històric sabadellenc. Ajuntament de Sabadell
- Ascens i davallada d'una empresa tèxtil llanera. Fundació Bosch i Cardellach
- El vapor a Sabadell. Ajuntament de Sabadell
- La industria tèxtil llanera a Catalunya 1750-1870. Universitat Autònoma de Barcelona
- Història de Terrassa. Ajuntament de Terrassa
- La República i la Guerra Civil. Ajuntament de Sabadell
- Sabadell Aseguradora, S.A., 1951-2001. Sabadell Aseguradora Compañía de Seguros y Reaseguros. Escrit amb Jordi Calvet i Puig
- El Gremi de Fabricants de Sabadell (1559-2009). Fundació Privada Gremi de Fabricants de Sabadell. Escrit amb Borja de Riquer
- 2025 - Els fronts infinits. Andreu Castells Peig (1918-1987). Sabadell: Fundació Bosch i Cardellach ISBN 978-84-95113-45-0